# Programme Ratnik

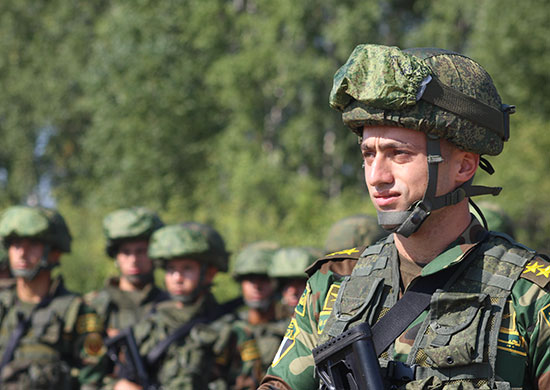
Soldats égyptiens portant l'équipement Ratnik.

Le programme Ratnik (en russe : Ратник, « Guerrier ») est un système de combat pour l'infanterie de l'armée russe.

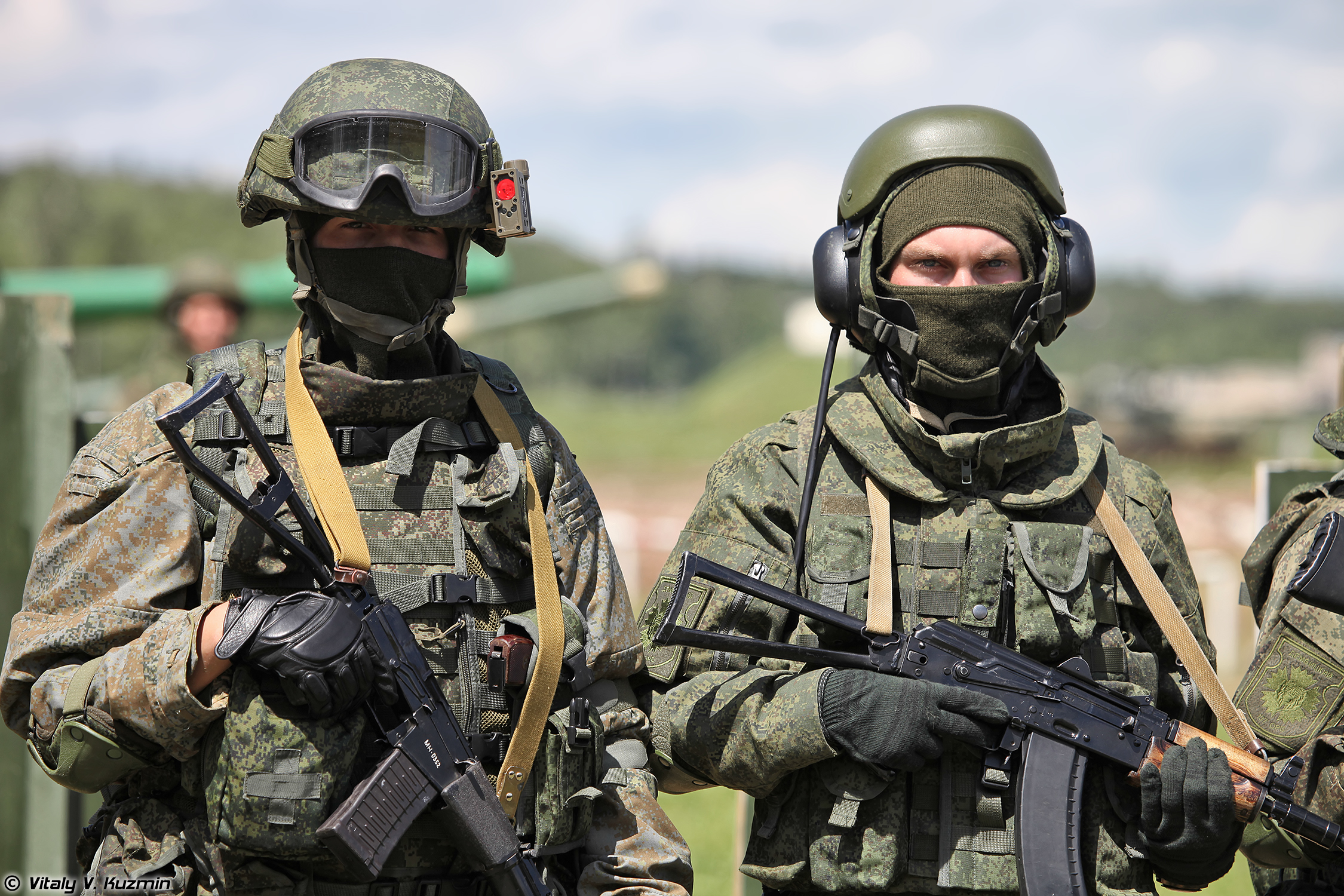
L'équipement Ratnik porté par les soldats russes de la 4e division de chars de la Garde.

Développé dans le but d'améliorer la connectivité et l’efficacité de l'infanterie, les améliorations incluent une protection balistique modernisée, un casque avec un moniteur spécial (vision thermique, vision nocturne monoculaire, lampe torche), des systèmes de communication ainsi qu'un casque audio spécial.

## Caractéristiques
Le système Strelets (« Sagittaire ») offre la possibilité de communication vocale et vidéo. De plus un système de navigation GLONASS permet au chef d'escouade de voir chaque soldat sur un petit ordinateur de la taille d'un livre.
Avec cet ordinateur, il peut aussi donner des ordres à ses subordonnés et envoyer des photos et vidéos à son centre de commandement. Chaque soldat est doté de son propre ordinateur tactique, plus petit que celui du chef d'escouade, de la taille d'un téléphone.
Le Ratnik protège près de 90 % du corps de son utilisateur. Le système pèse entre 19 et 20 kilogrammes avec les protections pare-balles d'épaules et de cuisses. Le kit Ratnik de base (pour le génie et les médecins) pèse 15 kg (sans les protections d'épaules et de cuisses).

Le Ratnik passe tous les tests et est adopté par l'Armée de terre russe. Pour la marine, le gilet pare-balles est combiné à un gilet de sauvetage, de façon à ce que les soldats et marins à l'eau ne se noient pas.

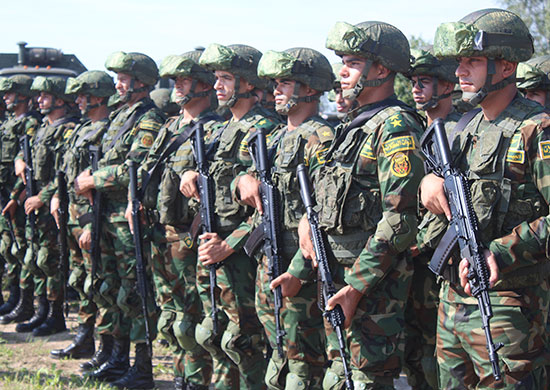
Soldats égyptiens portant l'équipement Ratnik.

Le 23 octobre 2014, l'armée russe adopte le système Ratnik.
La livraison des premiers exemplaires de série commence au premier semestre 2015. Le ministère de la défense devrait acheter 50 000 kits par an. En octobre 2014, le ministère de la Défense russe signe un contrat de livraison du système Ratnik d'une durée de 3 ans. Des prototypes sont distribués à certaines unités selon Oleg Martyanov, un membre de la commission militaro-industrielle du pays, cité par l'agence de presse russe RIA Novosti. Selon d'autres sources, le programme aurait passé les derniers tests d'acceptation fin 2013. Tous les composants de Ratnik (armes à feu, protections balistiques, optiques et optroniques, systèmes de communication et de navigation, équipement médical, le système de fourniture d'énergie ainsi que les composants de l'uniforme comme les genouillères) sont testés et acceptés. Initialement, seules des troupes d'élite doivent recevoir l'AK-12 dans leurs kits, le reste des forces continuera d'utiliser l'AK-74 jusque dans les années 2020. 80 000 kits ont été livrés en 2015.

## Utilisateurs
- Russie
- Biélorussie
- Égypte
- Fidji[7]

## Galerie

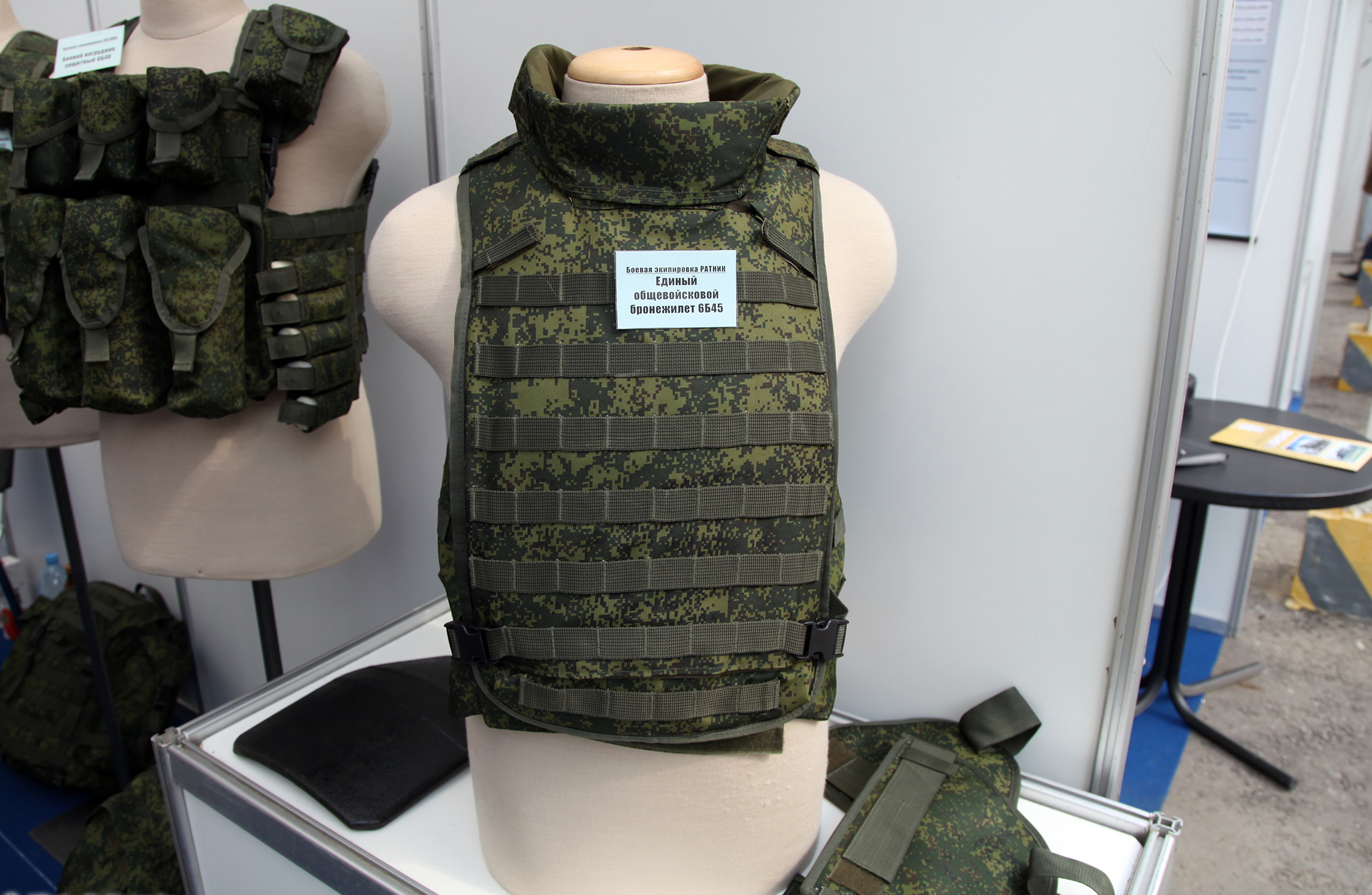
Gilet pare-balles 6B45.
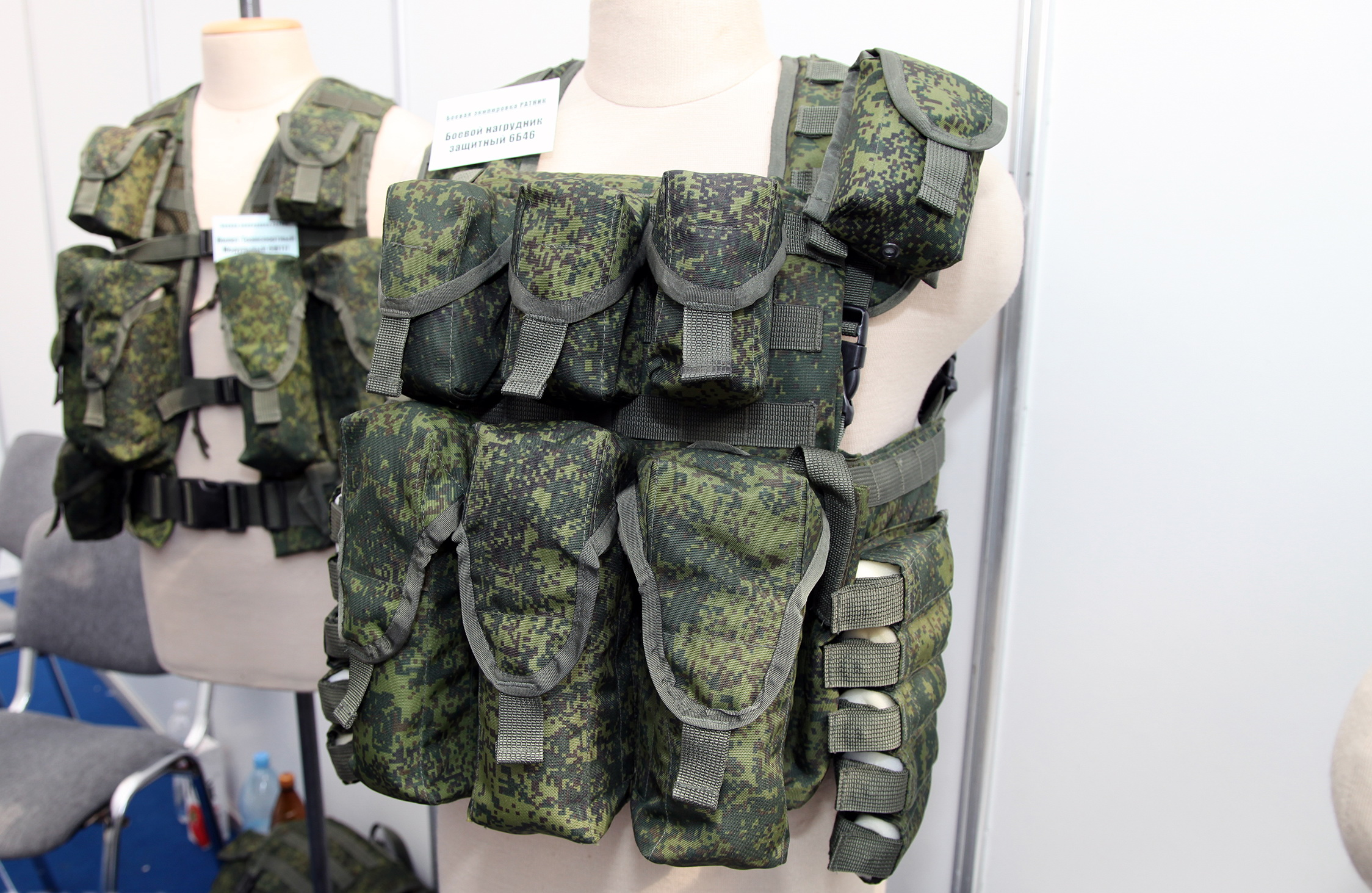
Veste tactique 6B46.
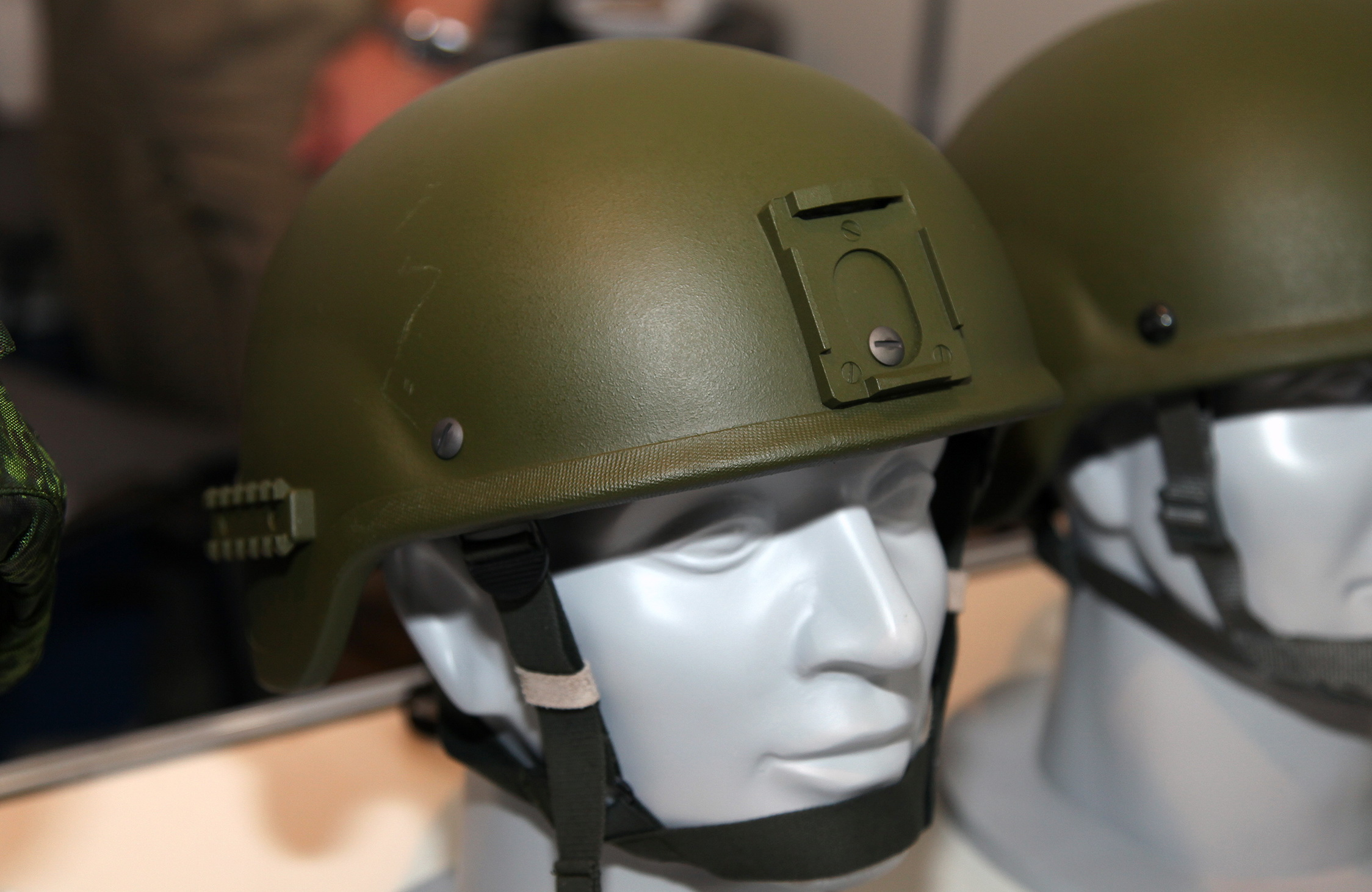
Casque 6B47.
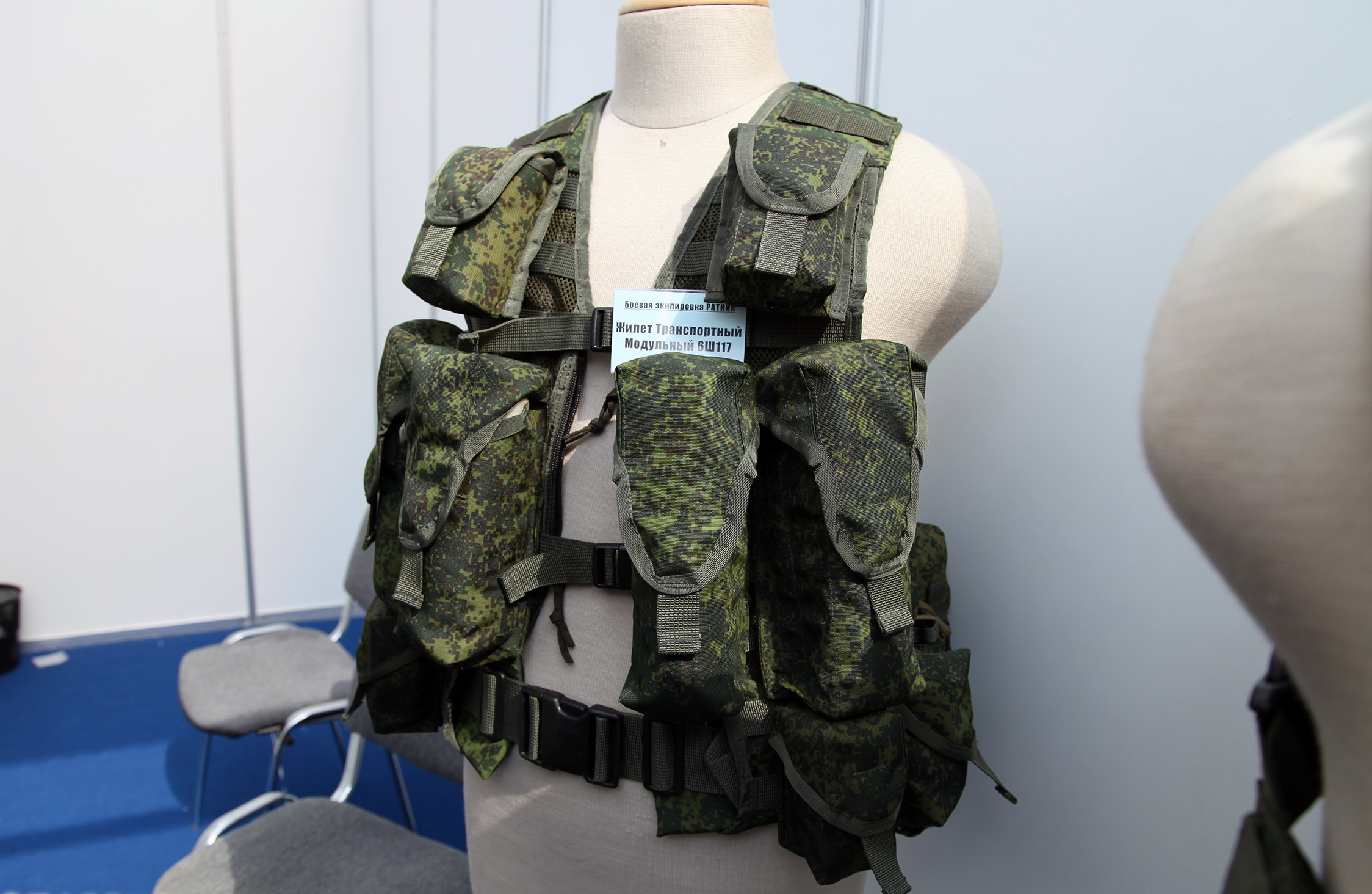
Équipement de transport individuel léger et polyvalent 6Sh117.
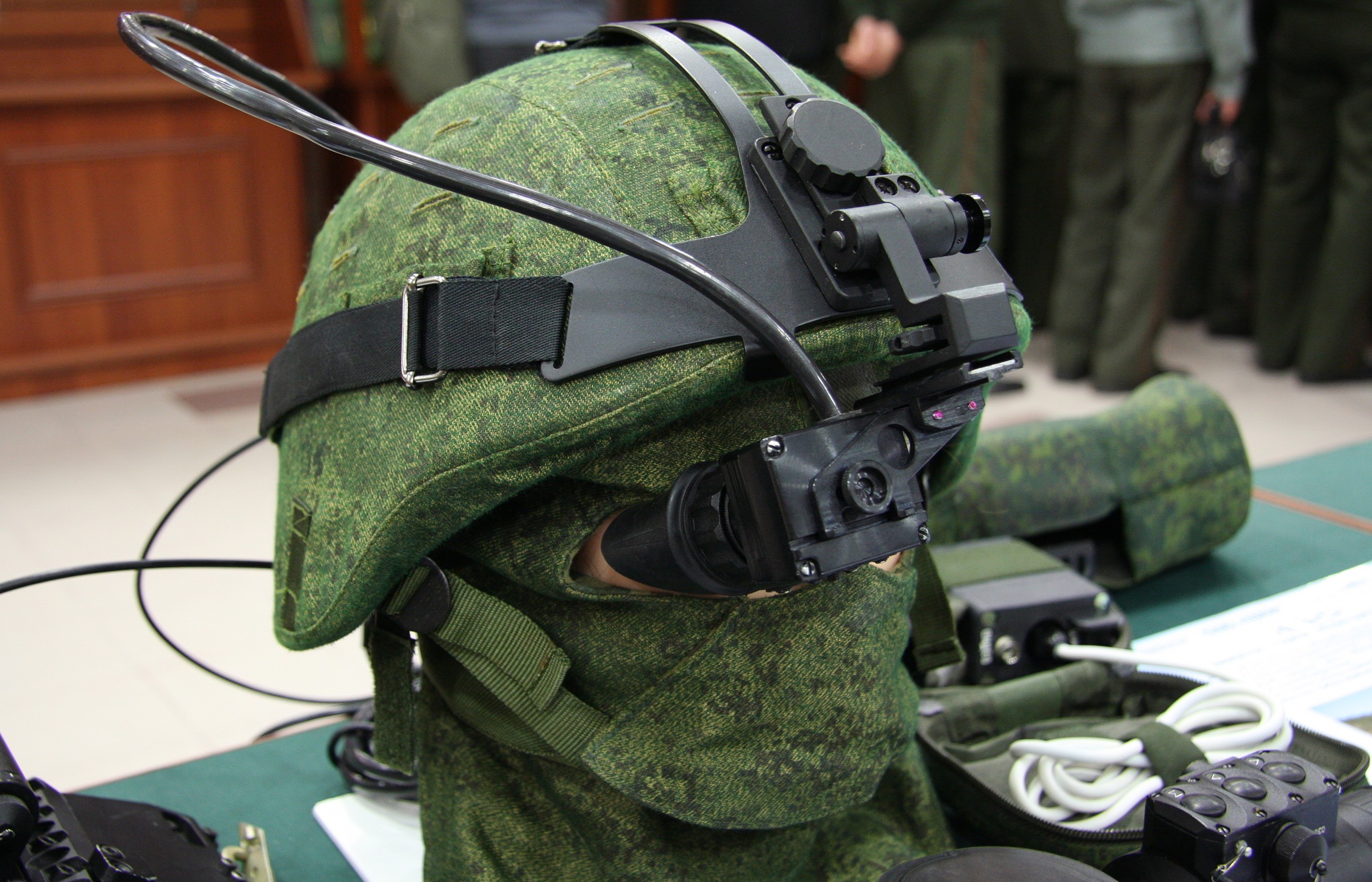
Moniteur thermographique 1PN139.
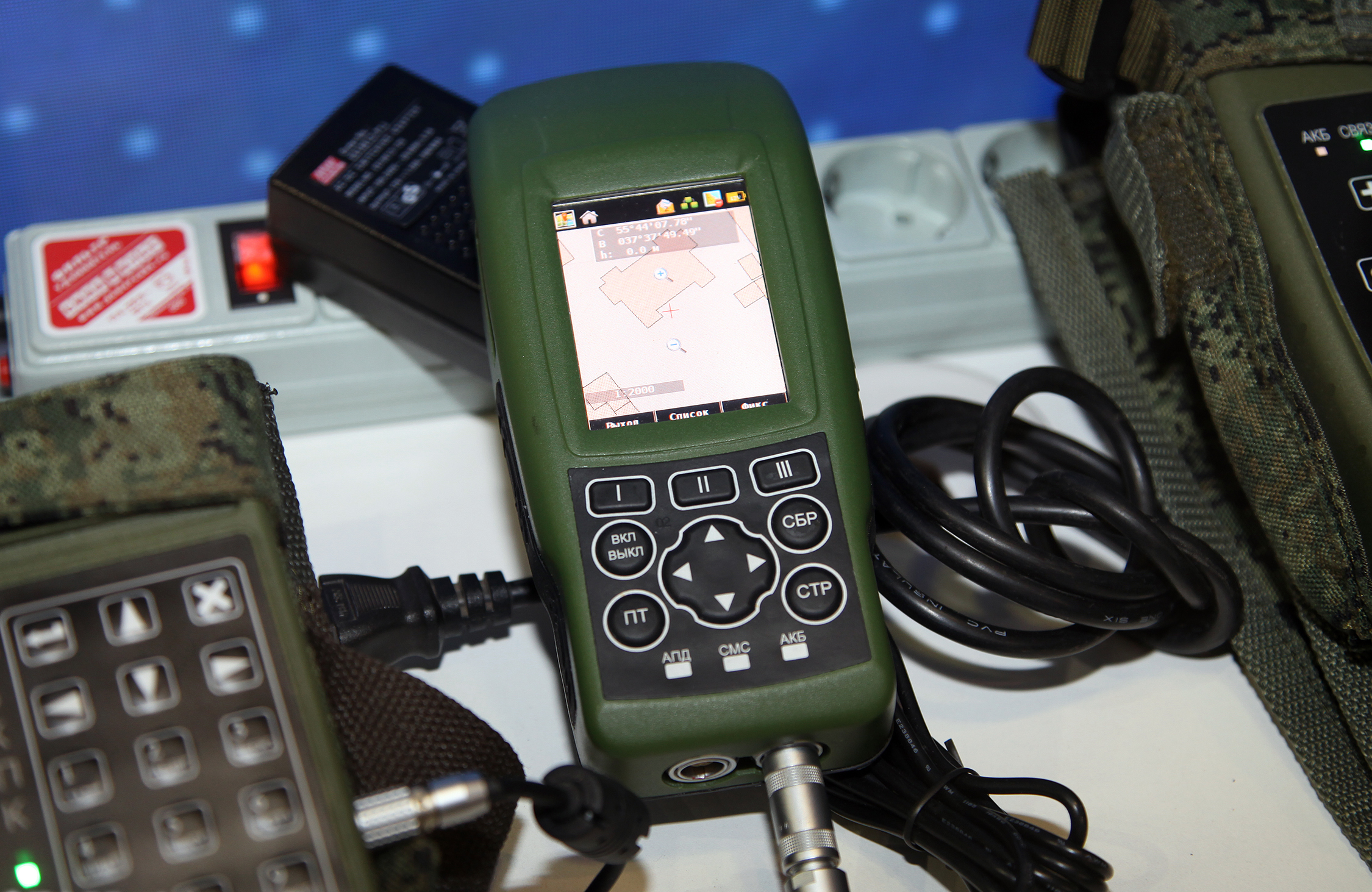
Récepteur GLONASS NPI-2 portable pour le soldat.
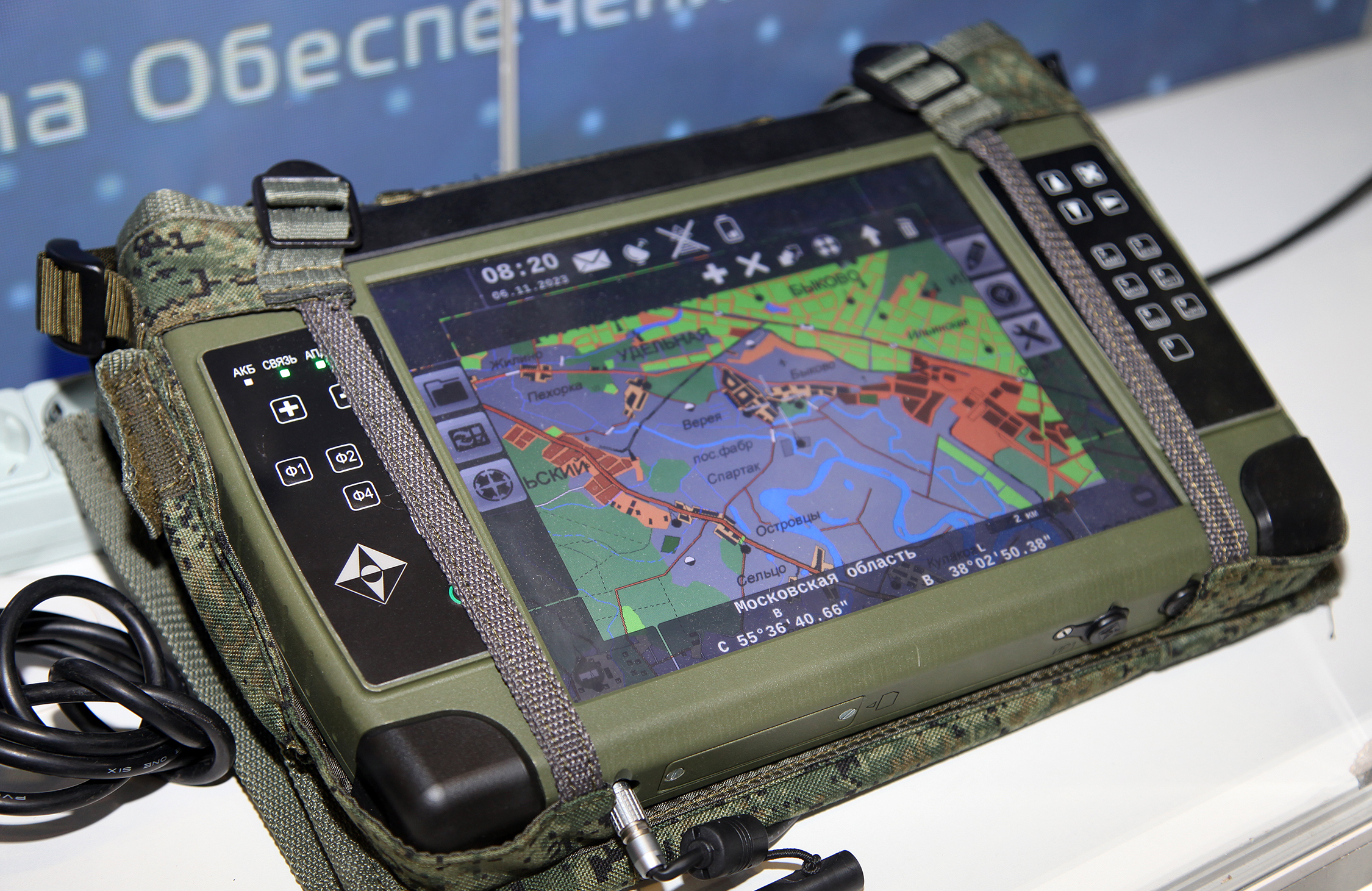
Tablette numérique « Sagittarius » pour officier commandant.